# Dialeurodes bancoensis
Dialeurodes bancoensis is een halfvleugelig insect uit de familie witte vliegen (Aleyrodidae), onderfamilie Aleyrodinae.
De wetenschappelijke naam van deze soort is voor het eerst geldig gepubliceerd door Ardaillon & Cohic in 1970.